# 鈴木雄雅
鈴木 雄雅（すずき ゆうが、1953年 - ）は、上智大学名誉教授。専門はジャーナリズム(史)、国際コミュニケーション、オーストラリア研究。

## 経歴
- 上智大学文学部新聞学科卒業後、1982年、同大学大学院文学研究科博士課程（新聞学専攻）単位取得満期退学。
- 日本新聞協会研究所勤務を経て、1984年より上智大学文学部新聞学科専任講師。1989年より同助教授。1996年より同教授。
- 2001年に上智大学大学院より新聞学博士。
- 2023年に上智大学名誉教授[1]。

## 主な著書
- 『概説オーストラリア史』 (有斐閣、1988年）
- 『大学生の常識』（新潮選書、2001年）

## 主な所属学会
- 日本マス・コミュニケーション学会
- オーストラリア学会